# Jeruty (gromada)
Jeruty – dawna gromada, czyli najmniejsza jednostka podziału terytorialnego Polskiej Rzeczypospolitej Ludowej w latach 1954–1972.
Gromady, z gromadzkimi radami narodowymi (GRN) jako organami władzy najniższego stopnia na wsi, funkcjonowały od reformy reorganizującej administrację wiejską przeprowadzonej jesienią 1954 do momentu ich zniesienia z dniem 1 stycznia 1973, tym samym wypierając organizację gminną w latach 1954–1972.
Gromadę Jeruty z siedzibą GRN w Jerutach utworzono – jako jedną z 8759 gromad na obszarze Polski – w powiecie szczycieńskim w woj. olsztyńskim na mocy uchwały nr 27 WRN w Olsztynie z dnia 4 października 1954. W skład jednostki weszły obszary dotychczasowych gromad Jeruty, Chochół, Jeronimy i Biały Grunt ze zniesionej gminy Świętajno oraz obszar dotychczasowej gromady Gawrzyjałki ze zniesionej gminy Lipowiec w tymże powiecie. Dla gromady ustalono 9 członków gromadzkiej rady narodowej.
Gromadę zniesiono 1 stycznia 1958, a jej obszar włączono do gromad: Olszyny (wsie Jeruty, Chajdyce i Brele), Lipowiec (wieś Gawrzyjałki oraz osady Puzary i Wyżega)  i Świętajno (wsie Biały Grunt, Chochół i Jerominy) w tymże powiecie.